# Столетняя война
Столе́тняя война́ (фр. Guerre de Cent Ans, англ. Hundred Years' War) — серия военных конфликтов между Королевством Англия и её союзниками, с одной стороны, и Королевством Франция и её союзниками, с другой, длившихся примерно с 1337 по 1453 год.
Поводом к этим конфликтам являлись притязания на французский престол английской королевской династии Плантагенетов, стремящейся вернуть территории на континенте, ранее принадлежавшие английским королям. Так как Плантагенеты были связаны узами родства с французской династией Капетингов, у английских королей были достаточно большие шансы заполучить французский престол. Франция, в свою очередь, стремилась вытеснить англичан из Гиени, которая была закреплена за ними Парижским договором 1259 года, и сохранить своё влияние во Фландрии. Феодалы же тех или иных государств, принимавших участие в серии военных конфликтов, желали заполучить богатства своих противников, а также славу и благородство. Несмотря на сокрушительные победы в начальных этапах, Англия так и не смогла добиться своей цели, а в результате войны на континенте у неё остался лишь порт Кале, который она удерживала до 1558 года.
Война продолжалась 116 лет (с двумя продолжительными перерывами). Строго говоря, это была скорее серия военных конфликтов:
- Эдвардианская война — в 1337—1360 годах.
- Каролинская война — в 1369—1389 годах.
- Ланкастерская война — в 1415—1453 годах.

Начавшись с династического конфликта, война впоследствии приобрела национальный оттенок в связи с формированием английской и французской наций. С точки зрения военного дела, в ходе войны появились новые виды оружия и военной техники, в первую очередь артиллерия, были разработаны новые тактические и стратегические приёмы, разрушавшие основы старых феодальных армий. В частности, появились первые постоянные армии.

## Происхождение названия
Понятие «Столетняя война» было сформулировано историками лишь в XIX веке, а в научный оборот введено Овид-Крисантом Демишелем в его «Хронологической таблице истории Средних веков» (1823). В 1839 году этот термин был использован в «Истории Франции» М. Боро, но лишь в 1852 году вышла книга Т. Башле под заглавием «Столетняя война» (фр. La guerre de Cent ans).
Английскими авторами это понятие было усвоено ещё позже, и лишь в 1869 году историк-медиевист Эдуард Фримен решил назвать войну за французскую корону как The Hundred Years War.

## Причины
Войну начал английский король Эдуард III, бывший по материнской линии внуком французского короля Филиппа IV Красивого из династии Капетингов, после смерти в 1328 году Карла IV, последнего представителя прямой ветви Капетингов, и коронации Филиппа VI.
В 1333 году Эдуард начал войну против шотландского короля Давида II, союзника Франции. В условиях, когда внимание англичан было приковано к Шотландии, Филипп VI решил воспользоваться случаем и присоединить Гасконь. Однако шотландская война оказалась успешной для англичан, и Давид II уже в июле был вынужден бежать во Францию после разгрома при Халидон-Хилле. В 1336 году Филипп начал строить планы по проведению высадки на Британские острова для восстановления Давида II на Шотландском престоле, параллельно планируя присоединение Гаскони. Враждебность в отношениях двух стран накалилась до предела.
Осенью 1337 года англичане предприняли наступление в Пикардии. Их поддержали фламандские города и феодалы, города Гаскони.

## Состояние вооружённых сил Франции накануне войны
Французская армия к моменту начала войны состояла из феодального рыцарского ополчения, солдат, призванных на войну на контрактной основе (в их число входили как простолюдины, так и дворяне, с которыми правительство заключало устные или письменные контракты) и иностранных наёмников (в их число входили и отряды знаменитых генуэзских арбалетчиков). Воинскую элиту составляла рыцарская аристократия. Ко времени начала конфликта число рыцарей, способных носить оружие, составляло 2350—4000 всадников. Рыцарское сословие к тому времени стало практически закрытой кастой. Система всеобщей воинской повинности, формально существовавшая во Франции, ко времени начала войны практически исчезла. Крупные города, тем не менее, способны были к середине XIV века выставлять крупные воинские контингенты, включавшие кавалерию и артиллерию. Все воины получали плату за свою службу.

## Первый этап
Начало войны было успешным для Эдуарда III. Эдуард III в течение первых лет войны сумел заключить союзы с аристократией Нидерландов и бюргерством Фландрии, однако после нескольких безрезультатных кампаний союз распался в 1340 году. Субсидии, выделяемые Эдуардом III нидерландским князьям, а также затраты на содержание армии за границей привели к банкротству английской казны, сильно ударив по престижу Эдуарда III. На первых порах Франция обладала превосходством на море, нанимая корабли и моряков из Генуи. Это вызывало постоянные опасения возможной угрозы вторжения войск Филиппа VI на Британские острова, что вынуждало Эдуарда III идти на дополнительные траты, закупая во Фландрии древесину для строительства кораблей. Для англичан проблема защиты собственной территории от вражеского вторжения была решена, когда французский флот, препятствовавший высадке английских войск на континент, был практически полностью уничтожен в морском сражении при Слейсе в 1340 году. После этого вплоть до конца войны флот Эдуарда III обладал господством на море, контролируя Ла-Манш.
В 1341 году разразилась война за бретонское наследство, в которой Эдуард III поддерживал Жана де Монфора, а Филипп VI — Карла де Блуа. В течение следующих лет война протекала в Бретани, а город Ванн несколько раз переходил из рук в руки. Дальнейшие военные кампании в Гаскони имели переменный успех для обеих сторон. В 1346 году Эдуард III, переправившись через Ла-Манш, вторгся во Францию, высадившись с армией на полуострове Котантен. В течение одного дня английская армия захватила Кан, чем вызвала недоумение французского командования, ожидавшего длительной осады города. Филипп VI, собрав армию, двинулся навстречу Эдуарду III. Эдуард III двинул войска на север в Нидерланды. По пути его армия грабила и мародёрствовала, удержание и захват территории не планировался. В итоге после продолжительных манёвров Эдуард III расположил свои силы, готовясь к предстоящему сражению. Войска Филиппа VI атаковали армию Эдуарда III в знаменитой битве при Креси 26 августа 1346 года, закончившейся катастрофическим поражением французских войск и гибелью союзного французам богемского короля Иоганна Слепого. Английские войска продолжили беспрепятственное продвижение на север и осадили Кале, который был взят в 1347 году. Это событие было важным стратегическим успехом англичан, позволив Эдуарду III держать свои силы на континенте. В этом же году после победы при Невиллс-Кроссе и пленения короля шотландцев Давида II была ликвидирована угроза со стороны Шотландии.
В 1346—1351 годах по Европе прокатилась пандемия чумы («Чёрная смерть»), унёсшая в сотни раз больше жизней, чем война, и, несомненно, повлиявшая на активность военных действий. Одним из примечательных военных эпизодов данного периода является эпический «Бой тридцати» между тридцатью английскими рыцарями и сквайрами и тридцатью французскими рыцарями и оруженосцами, состоявшийся 26 марта 1351 года. Развернувшиеся в следующем году военные действия в Бретани были также неудачны для французов: 14 августа армия маршала Ги де Неля была перехвачена и разгромлена у Морона в 32 милях от Бреста почти вдвое уступающими ей по численности англо-бретонскими силами под командованием Уолтера Бентли и Роберта Ноллиса.
К 1356 году Англия после прокатившейся эпидемии чумы смогла восстановить свои финансы. В 1356 году 30-тысячная английская армия под командованием сына Эдуарда III — тоже Эдуарда, широко известного впоследствии как Чёрный принц — начав вторжение из Гаскони, нанесла сокрушительное поражение французам в битве при Пуатье, взяв в плен короля Иоанна II Доброго. Иоанн Добрый подписал перемирие с Эдуардом. Во время его пленения французское правительство начало разваливаться. Военные неудачи и экономические трудности привели к народным возмущениям — Парижскому восстанию (1357—1358 годы) и Жакерии (1358 год).
Военные успехи Эдуарда III, в плену у которого находились французский и шотландский короли, привели к тому, что англичане оказались в очень сильной позиции на переговорах. Английскому королю пришлось выбирать между получением большого выкупа за освобождение и заключением мирного договора, отказавшись от королевских титулов, и продолжением дорогостоящей завоевательной войны. Эдуард III был полон решимости получить за отказ от французской короны существенные территориальные приобретения. В проекте Лондонского договора 1358 года предлагались условия, мало отличающиеся от тех, которые в конечном итоге были согласованы в 1360 году: суверенитет Англии над Кале, Понтье и расширенным герцогством Аквитания. Кроме того, Иоанн II за выкуп должен был заплатить 4 миллиона золотых экю (666 666 фунтов). Однако договор так и не был заключён, возможно из-за того, что французский регент так и не смог найти денег на первый взнос за выкуп. К январю 1359 года Эдуард стал планировать новую военную кампанию. По условиям нового проекта Лондонского договора от 24 марта 1359 года английский король потребовал кроме территориальных уступок предыдущего проекта ещё суверенный контроль над Нормандией, Анжу, Мэном и Туренью, а также сюзеренитет над Бретанью. В результате Англия смогла бы контролировать всё французское побережье от Кале до Пиренеев. Предложенные условия были настолько неприемлемыми, что, по мнению историков, они были равносильны объявлению войны.
28 октября Эдуард III отплыл из Сануиджа и в тот же день достиг Кале. Его сопровождали трое старших сыновей, а также большая армия численностью около 10 тысяч воинов. Разделив её на 3 колонны, английский король двинулся на Реймс, который был осаждён 4 октября. Поскольку Эдуард III взял с собой корону, он, скорее всего, намеревался официально стать французским королём в традиционном месте коронации Капетингов. Однако Реймс был хорошо укреплён. Англичане даже не пытались захватить город и через 5 недель в январе 1360 года осада была снята. Далее Эдуард III повёл армию через Бургундию, устроив шевоше. Неизвестно, было ли это запланировано изначально, но герцог Бургундии Филипп I был вынужден не только предложить выкуп в 700 тысяч золотых экю (166 666 фунтов) за вывод английской армии из своих владений, но и пообещать, что в качестве пэра Франции в будущем он поддержит коронацию Эдуарда III. Походом на Париж английскому королю не удалось спровоцировать французского дофина Карла V на битву, поэтому он двинулся на юг по долине Луары. В Шартре английская армия 13 апреля попала в бурю, в результате которой погибли люди и лошади. Армия была ослаблена зимним походом, во время которого погода была плохой, и деморализована. В итоге Эдуард III решил вернуться к мирным переговорам
.
Переговоры начались 1 мая в Бретиньи. От имени английского и французского короля выступали их наследники. Проект договора был подготовлен 8 мая. По его условиям Англия за отказ Эдуарда III от претензий на французский трон получала те же территориальные приобретения, что предлагались договором 1358 года, но размер выкупа за Иоанна II уменьшался до 3 миллионов золотых экю (500 тысяч фунтов). Однако это соглашение было достигнуто без ссылки на королей, поэтому до подтверждения ими оно было временным. 18 мая Эдуард III отплыл из Онфлёра, высадившись в Рае, откуда отправился в Вестминстер, в то время как его армия вернулась в Англию через Кале. Тем временем французскому правительству предстояла задача собрать первую часть выкупа за своего короля.
9 октября Эдуард III вернулся в Кале для подтверждения договора. К тому времени несколько недель снова велись переговоры, поскольку камнем преткновения стали положения об отказе Иоанна II от сюзеренитета за уступаемые владения, а также отречение английского короля от прав на французскую корону. В итоге эти положения были убраны из текста основного договора и превращены в отдельное соглашение. Его планировалось заключить только после передачи уступаемых территорий, которая должна была закончиться не позже 1 ноября 1361 года. В итоге обе стороны подтвердили соглашение 24 октября, фактически не выполнив все его условия. В дальнейшем обе стороны уклонялись от выполнения своих разделов договора, касающегося отказа от претензий. В конечном итоге данная тактика проволочек пошла на пользу в первую очередь Франции, хотя не исключено, что достигнутый в Кале компромисс был делом рук Эдуарда III, который не был доволен условиями мира в Бретиньи и продолжал цепляться за свои амбиции по завоеванию более крупных частей Франции. В то же время мирное соглашение было восторженно встречено Англией, где оно было ратифицировано парламентом в январе 1361 года и торжественно отмечено королём и его семьёй в Вестминстерском аббатстве.

## Мирный период (1360—1369)
Англия и Франция подписали мир, в итоге которого Англия должна получить одну третью часть от Франции. Франция не смирилась с положением и начала укреплять армию. После этого во Франции командиров начали назначать по способностям, а не по знатности. Когда сын Иоанна II Доброго Людовик Анжуйский, посланный в Англию в качестве заложника и гаранта того, что Иоанн II не совершит побег, бежал в 1363 году, Иоанн II, следуя своей рыцарской чести, возвратился в английский плен.
В 1364 году умер король Франции Иоанн II, которому наследовал его сын Карл V. В результате перспективы, что урегулирование, достигнутое в 1360 году, приведёт к прочному миру, стали менее вероятными.
В условиях мира не был решён старый вопрос о Бретани, и там с конца 1361 года возобновились военные действия. Французы разбили наваррско-английское войско в битве при Кошереле в апреле 1364 года, но затем английские наёмники разбили Карла Блуаского у Оре в сентябре 1364 года и взяли в плен Дюгеклена. По мирному договору в Геранде (12 апреля 1365 года) герцогом Бретонским был признан Иоанн Монфорский, обязавшийся считать французского короля своим сюзереном.
В продолжение 5 лет Карл V усердно готовился к войне, заручившись поддержкой папы римского Урбана V, германского императора Карла IV и короля шотландского Давида II.
Основной повод для возобновления войны дала Аквитания, которой теперь управлял наследник Эдуарда III, Эдуард Чёрный Принц. Ряд её жителей, недовольных управлением принца Уэльского, обратились во французский парламент. Поскольку Карл V официально не отказывался от сюзеренитета над Аквитанией, он вызвал Чёрного Принца к себе. Когда же тот не приехал, французский король объявил английского принца непокорным вассалом, а также заявил о конфискации Аквитании. Это решение нарушало достигнутое в Бретиньи урегулирование, поэтому у Эдуарда III не осталось другого выбора, как вновь заявить о своих династических претензиях на французский трон. После консультаций с парламентом 11 июня 1369 года он вновь официально провозгласил себя королём Франции.

## Усиление Франции. Перемирие. Второй этап
Воспользовавшись передышкой, король французов Карл V реорганизовал армию и провёл экономические реформы. Это позволило французам на втором этапе войны, в 1370-х годах, добиться значительных военных успехов. Англичане были вытеснены из страны. Несмотря на то, что война за бретонское наследство закончилась победой англичан в битве при Оре, бретонские герцоги проявляли лояльность по отношению к французским властям, а бретонский рыцарь Бертран Дюгеклен даже стал коннетаблем Франции. В это же время Чёрный Принц с 1366 года был занят войной на Иберийском полуострове, а Эдуард III был слишком стар, чтобы командовать войсками. Всё это благоприятствовало Франции. Педро I Кастильский, чьи дочери Констанция и Изабелла были замужем за братьями Чёрного Принца Джоном Гонтом и Эдмундом Лэнгли, был смещён с трона в 1370 году Энрике II Кастильским при поддержке французов под командованием Дюгеклена. Разгорелась война между Кастилией и Францией, с одной стороны, и Португалией и Англией — с другой. С гибелью сэра Джона Чандоса, сенешаля Пуату, и пленением капталя де Бюша Англия лишилась в их лице своих лучших военачальников. Дюгеклен, следуя осторожной «фабианской» стратегии, в серии кампаний, избегая столкновений с крупными английскими армиями, освободил множество городов, таких, как Пуатье (1372) и Бержерак (1377). Союзный франко-кастильский флот одержал уверенную победу при Ла-Рошели, уничтожив английскую эскадру. Со своей стороны, английское командование предприняло серию разрушительных грабительских рейдов, однако Дюгеклен вновь сумел избежать столкновений.
Со смертью Чёрного Принца в 1376 году и Эдуарда III в 1377 году на английский престол вступил несовершеннолетний сын принца Ричард II. Бертран Дюгеклен скончался в 1380 году, однако у Англии появилась новая угроза на севере со стороны Шотландии, к тому же в стране вспыхнуло народное восстание под руководством Уота Тайлера. В 1388 году английские войска были разбиты шотландцами в битве при Оттерберне. В связи с крайней измотанностью обеих сторон в 1389 году они заключили перемирие.

## Перемирие (1396—1415)
В это время французский король Карл VI сошёл с ума, а вскоре разразился новый вооружённый конфликт между его кузеном, герцогом Бургундским Жаном Бесстрашным, и его братом, Людовиком Орлеанским. После убийства Людовика арманьяки, противостоявшие партии Жана Бесстрашного, захватили власть. К 1410 году обе стороны хотели призвать к себе на помощь английские войска. Англия, ослабленная внутренними смутами и восстаниями в Ирландии и Уэльсе, вступила в новую войну с Шотландией. Помимо этого, в стране бушевали ещё две гражданские войны. Большую часть своего правления Ричард II провёл в борьбе с Ирландией. Ко времени смещения Ричарда и воцарения на английском престоле Генриха IV ирландская проблема не была решена. Вдобавок ко всему в Уэльсе вспыхнуло восстание под руководством Оуайна Глиндура, которое было окончательно подавлено лишь к 1415 году. В течение нескольких лет Уэльс фактически был самостоятельной страной. Воспользовавшись сменой королей в Англии, шотландцы провели несколько рейдов в английские земли. Однако английские войска, перешедшие в контрнаступление, разгромили шотландцев в битве при Хомильдон-Хилле в 1402 году. Вслед за этими событиями граф Генри Перси поднял восстание против короля, которое вылилось в долгую и кровопролитную борьбу, завершившуюся лишь к 1408 году. В эти трудные годы Англия, ко всему прочему, пережила набеги французских и скандинавских пиратов, нанёсших тяжёлый удар по её флоту и торговле. В связи со всеми этими проблемами вмешательство в дела Франции было отложено вплоть до 1415 года.

## Третий этап (1415—1428). Битва при Азенкуре и оккупация Франции
Со времени вступления на престол английский король Генрих IV строил планы по вторжению во Францию. Однако эти планы удалось осуществить только его сыну, Генриху V. В 1414 году он отказал в союзе Арманьякам. В его планы входило возвращение территорий, которые принадлежали английской короне при Генрихе II. В августе 1415 года его армия высадилась близ Онфлера и захватила город. Желая идти маршем до Парижа, король из осторожности избрал другой путь, который прилегал к оккупированному англичанами Кале. В связи с тем, что продовольствия в английской армии не хватало, а английское командование совершило ряд стратегических просчётов, Генрих V вынужден был перейти к обороне. Несмотря на неблагоприятное начало кампании, в битве при Азенкуре 25 октября 1415 года англичане одержали решительную победу над превосходящими силами французов.
Генрих захватил большую часть Нормандии, включая Кан (1417) и Руан (1419). Заключив союз с герцогом Бургундским Филиппом III Добрым, захватившим Париж после убийства Жана Бесстрашного в 1419 году, за пять лет английский король подчинил себе примерно половину территории Франции. В 1420 году Генрих встретился на переговорах с безумным королём Карлом VI, с которым он подписал договор в Труа, согласно которому Генрих V объявлялся наследником Карла VI Безумного в обход законного наследника дофина Карла (в будущем — короля Карла VII). После заключения договора в Труа, вплоть до 1801 года короли Англии носили титул королей Франции. В следующем году Генрих вступил в Париж, где договор был официально подтверждён Генеральными штатами.
Успехи Генриха закончились с высадкой во Францию шеститысячной шотландской армии. В 1421 году Джон Стюарт, граф Бьюкен разгромил численно превосходящую английскую армию в битве при Боже. Английский командующий и большинство высокопоставленных английских командиров погибло в сражении. Вскоре после этого поражения король Генрих V умирает в Мо в 1422 году. Его единственный годовалый сын был незамедлительно коронован королём Англии и Франции, но Арманьяки остались лояльными к сыну короля Карла, в связи с чем война продолжилась.
В 1423 году в битве при Краване уже франко-шотландские войска понесли тяжёлые потери. В этой битве около 4 тыс. англичан сумели одержать победу, сражаясь с противником, втрое превосходящим их численно. В результате поражения французских войск была прервана связь между Пикардией и югом Франции. Территория, по-прежнему поддерживавшая «законного короля», оказалась «разрезана» пополам. Обе части были отныне вынуждены сражаться порознь, не в силах прийти на помощь друг другу, что нанесло жестокий урон делу Карла VII. Это поражение сгладило победа французов в Анжу. Франко-шотландская армия перешла в наступление в Нормандию, но потерпела Поражение в Битве при Вернёе. Поражение при Вернёе повлекло за собой ещё несколько проигранных битв.
Продолжая военные действия, в 1428 году англичане осадили Орлеан. Атака французов на английский обоз с продовольствием у деревни Руврэ под Орлеаном вылилась в сражение, получившее в истории название «Битва селёдок» и закончившееся победой англичан под руководством рыцаря Джона Фастольфа. 1428 год ознаменовал собой появление на политической арене Жанны д’Арк.

## Окончательный перелом. Вытеснение англичан из Франции (1428—1453)
В 1424 году дяди Генриха VI начали войну за регентство, и один из них, Хамфри, герцог Глостер, женившись на Якобе, графине Геннегау, захватил Голландию для восстановления её власти над прежними владениями, что привело к конфликту с бургундским герцогом Филиппом III.
К 1428 году англичане продолжили войну, осадив Орлеан. Их сил было недостаточно для организации полной блокады города, однако превосходившие их по численности французские войска не предпринимали никаких действий. В 1429 году Жанна д'Арк убедила дофина дать ей войска для снятия осады с Орлеана. Подняв моральный дух своих воинов, во главе войск она атаковала английские осадные укрепления, вынудив противника отступить, сняв осаду с города. Вдохновлённые Жанной, французы освободили ряд важных укреплённых пунктов в Луаре. Вскоре после этого Жанна разгромила английские войска при Пате, открыв дорогу на Реймс, где дофин короновался под именем Карла VII.
В 1430 году Жанна была захвачена бургундцами и передана англичанам. Но даже её казнь в 1431 году не повлияла на дальнейший ход войны, и знаменательно, что сразу же после её смерти началось наступление французов. В 1435 году бургундцы перешли на сторону короля Франции, и Филипп III, подписав с Карлом Аррасский договор, помог ему овладеть Парижем. Лояльность бургундцев была ненадёжной, но, как бы то ни было, бургундцы, сконцентрировав свои силы на завоеваниях в Нидерландах, не могли больше продолжать активные военные действия во Франции. Всё это позволило Карлу реорганизовать армию и правительство. Французские командующие, повторяя стратегию Бертрана Дюгеклена, освобождали город за городом. В 1449 году французы отвоевали Руан. В битве при Форминьи граф де Клермон наголову разгромил английские войска. 6 июля французы освободили Кан. Попытка английских войск под командованием Джона Тальбота, графа Шрусбери отвоевать Гасконь, сохранявшую верность английской короне, провалилась: английские войска потерпели сокрушительное поражение при Кастильоне в 1453 году. Это сражение стало последней битвой Столетней войны. В 1453 году капитуляция английского гарнизона в Бордо положила конец Столетней войне.
Последнее владение англичан на территории нынешней Франции — город Кале с округом — сохранялось ими до 1558 года.
Никакого мирного соглашения между Англией и Францией, закрепляющего итоги войны, ни в 1453 году, ни в ближайшие за ним годы и десятилетия, заключено не было. Однако, разразившаяся вскоре Война Алой и Белой розы (1455—1485) заставила английских королей надолго отказаться от походов во Францию. Предпринятая в 1475 году английским королём Эдуардом IV высадка на континенте завершилась подписанием с французским королём Людовиком XI перемирия в Пикиньи, которое часто считается договором, подведшим дипломатическую черту под Столетней войной.
Короли Англии ещё несколько веков сохраняли свои претензии на французский престол, а сам титул «король Франции» сохранялся в полной титулатуре королей Англии (с 1707 года — Великобритании) до начала XIX века. Только в ходе войн с революционной Францией, столкнувшись с требованием об отказе от этого титула в качестве условия мира, выдвинутым делегатами республиканской Франции в ходе ряда мирных переговоров, британское правительство согласилось на отказ от него — в изданной 1 января 1801 года «Прокламации относительно королевских титулов, геральдических знаков, штандарта и союзного флага», определявшем титулатуру и геральдические знаки британского монарха в связи с принятым перед этим Актом об унии Великобритании и Ирландии 1800 года, титул «король Франции» и соответствующие этому титулу геральдические знаки впервые со времён Столетней войны не упоминались.

## Последствия войны
В итоге войны Англия лишилась всех своих владений на континенте, кроме Кале, который оставался в составе Англии до 1558 года. Английская корона потеряла обширные территории в юго-западной Франции, которыми она владела с XII века. Сумасшествие английского короля ввергло страну в полосу анархии и междоусобиц, в которой центральными действующими лицами выступили враждующие дома Ланкастеров и Йорков. В связи с войной Англия не имела сил и средств для возврата потерянных территорий на континенте. Вдобавок ко всему казна была опустошена военными расходами.
Война оказала сильное влияние на развитие военного дела: на полях сражений возросла роль пехоты, требовавшей меньше затрат при создании больших армий, появились первые постоянные армии. Были изобретены новые виды вооружения, появились благоприятные условия для развития огнестрельного оружия. Рыцарство начало уже отходить на задний план, тем более что в сражениях стала чаще применяться осадная и полевая артиллерия.

## В произведениях культуры и искусства

#### В литературе
Вслед за историками и хронистами, события Столетней войны довольно рано привлекают внимание писателей, поэтов и драматургов.
- Из поэтических произведений современников следует, в первую очередь, отметить французского поэта Эсташа Дешана (1346—1406), в произведениях которого красочно описываются феодальные распри, предательство знати, страдания народа и пр. Исполняя обязанности королевского бальи, Дешан не понаслышке знал обо всех ужасах военного времени[22].
- Последние находят отражение и в творчестве поэтессы и писательницы Кристины Пизанской, автора «Ламентаций о бедах гражданской войны», посвятившей также свою последнюю поэму «Слово о Жанне д’Арк» (1429) подвигу Орлеанской Девы. Отдельные события войны нашли отражение в других её произведениях, таких как «Книга о деяниях и добрых нравах мудрого короля Карла V» (1404), «Книга о военных деяниях и о рыцарстве» (1405) и пр.
- Особняком стоит апологетическая рифмованная поэма «Жизнь и подвиги презнатного принца Уэльского и Аквитанского» (1386), принадлежащая перу анонимного автора, известного как Герольд Чандоса, в основе которой лежат личные воспоминания соратника знаменитого рыцаря и участника походов Эдуарда Чёрного принца.

В эпоху Возрождения появляется немало произведений, посвящённых жизни и деятельности наиболее выдающихся участников Столетней войны, преимущественно королей, полководцев и рыцарей, но во Франции в центре внимания мастеров пера оказывается в первую очередь образ Жанны д’Арк, ставшей символом победы в народной памяти.
- В 1440 году Жанна становится персонажем поэмы бургундского поэта Мартена Лефрана «Защитник женщин».
- В 1461 году известный поэт Франсуа Вийон помянул добрым словом «Лотарингскую Деву» в своей «Балладе о дамах былых времён»[23].
- В 1503 году Жанна упоминается в поэме Симфорьена Шампье «Корабль добродетельных дам».
- В XVI веке Орлеанская дева становится персонажем таких сочинений как «Похвалы браку или собрание историй о славных, добродетельных и знаменитых женщинах» Пьера де Ленодери (1523), «Зерцало добродетельных женщин» Алена Бушара (1546), «Неодолимая твердыня женской чести» Франсуа де Биллона (1555).
- Писатель и философ Мишель Монтень упоминает Деву в своём «Дневнике путешествия в Италию» (1580—1581), посетив её родные места в Домреми.
- В конце XVI века учёным-иезуитом Фронтоном де Дюком создаётся пьеса «Трагическая история Девственницы из Домреми», впервые сыгранная на сцене 7 сентября 1580 года для Карла III Великого, герцога Лотарингского, а в 1584 году опубликованная секретарём последнего Жаном Барне. В 1600 году в Руане ставится «Трагедия Жанны д’Арк» Вирея де Гравье, в начале следующего XVII века Орлеанская Дева появляется в произведениях Николя Кретьена «Пасторальные интермедии» и «Любовницы».
- В 1629 году люксембуржец Никола Вернульц пишет пьесу «Жанна д’Арк дева из Орлеана» (Joanna Darcia vulgo puelle aurelianensis).
- В 1642 году в парижском театре дю Марэ ставится пьеса Ла Менардьера «Орлеанская Дева», представлявшая собой переложение александрийским стихом одноимённой поэмы аббата д’Обиньяка. Поскольку Жанна д’Арк изображалась в ней в качестве любовницы английского полководца графа Уорика, особенного успеха у публики она не получила. Опубликованная в 1656 году героическая поэма Жана Шаплена «Девственница, или Освобождённая Франция» (фр. La Pucelle ou la France delivree), по словам литературного критика Кишера, была «так сурова по отношению к Жанне, словно снова провели процесс над ней»[24].
- В Англии интерес к Столетней войне возродил Уильям Шекспир, опиравшийся при воссоздании исторической эпохи преимущественно на «Хроники» историка Холиншеда. Одной из известнейших его исторических хроник стала драма «Генрих V» (англ. Henry V), впервые поставленная на лондонской сцене в 1599 году и изображающая поход короля Генриха V во Францию и победу над французами в битве при Азенкуре; в конце пьесы Генрих обручается с дочерью Карла VI Екатериной.
Постановки и экранизации «Генриха V» часто используются в качестве аллюзии на современные войны: как в патриотическом ключе (фильм Лоренса Оливье времён Второй мировой войны, одноимённый фильм Кеннета Брана 1989 года, а также костюмированная драма Дэвида Мишо «Король» 2019 года); так и в антивоенном (ряд постановок конца XX — начала XXI веков, в том числе версия Королевского национального театра 2003 года с намёком на вторжение в Ирак).
- В эпоху Просвещения во Франции интерес к событиям Столетней войны возродил Вольтер, создавший в 1756 году сатирическую пародийную поэму «Орлеанская девственница», в которой в сниженно-комическом стиле описывались подвиги и личность Жанны д’Арк.
- В 1796 году известный английский поэт-романтик Роберт Саути издаёт героическую поэму «Жанна д’Арк» (англ. Joan of Arc), а в 1801 году в Лейпциге с успехом ставится романтическая трагедия Фридриха Шиллера «Орлеанская Дева».
- В 1819 году французский драматург и поэт-романтик Казимир Делавинь пишет два стихотворения «Жизнь Жанны д’Арк» и «Смерть Жанны д’Арк».
- В 1828 году писатель Проспер Мериме создаёт свою историческую драму-хронику «Жакерия» (фр. La Jacquerie), в течение ряда лет с успехом ставившуюся на парижской сцене.
- В 1830-х годах к теме Столетней войны обращается А. Дюма (отец), замысливший воспроизвести историю Франции XV—XIX веков в обширном цикле книг, начало которому было положено романом «Изабелла Баварская» (1835). Исторической основой для цикла, получившего название «Хроники Франции» (фр. Les chroniques de France), должны были служить «Хроники» Жана Фруассара, «Хроника времён Карла VI» Жувенеля дез Юрсена, «История герцогов Бургундских» Проспера де Баранта и др. В 1836 году вышел следующий роман цикла — «Графиня Солсбери» (фр. La comtesse de Salisbury), а затем его продолжение — роман «Эдуард III» (фр. Edouard III).
- В 1846 году А. Дюма-отец публикует исторический роман «Бастард де Молеон», в основе сюжета которого — участие Франции и Англии в войне за Кастильское наследство, которая считается частью Столетней войны.
- В викторианской Англии к событиям Столетней войны впервые обратился Артур Конан Дойл, опубликовавший в 1891 году исторический роман «Белый отряд», посвящённый событиям Пиренейского похода Эдуарда Чёрного Принца 1367 года и подвигам и приключениям рыцарей и английских лучников во Франции и Испании. В 1906 году Конан Дойл выпустил приквел к «Белому отряду» — роман «Сэр Найджел» — действие которого начинается с эпидемии чумы («чёрной смерти») в Англии (1348), и заканчивается победной для англичан битвой с французами при Пуатье (1356).
- В 1896 году к событиям Столетней войны обратился американский писатель-классик Марк Твен, опубликовавший под псевдонимом Луи де Конт исторический роман «Личные воспоминания о Жанне д’Арк сьера Луи де Конта, её пажа и секретаря» (Personal Recollections of Joan of Arc, by the Sieur Louis de Conte).
- События начального периода Столетней войны, в частности битва при Креси, а также эпидемия чумы «Чёрная смерть», описаны в приключенческом романе Генри Райдера Хаггарда «Алая Ева» (Red Eve, 1911).
- События завершающего этапа Столетней войны затрагиваются в историческом романе американского писателя Томаса Бертрама Костейна «Королевский казначей» (The Moneyman, 1947), посвящённом трагической судьбе советника короля Карла VII — Жака Кёра.
- В середине XX века к теме Столетней войны обратился известный французский писатель Морис Дрюон. В 6-й книге его знаменитой серии романов «Проклятые короли» (1955—1977) — «Лилия и лев» (1960) — описывается начало Столетней войны, а в завершающем цикл романе «Когда король губит Францию» (1977) — события первого её периода.
- В 1957 году французский журналист и писатель Жан Оливье (фр. Jean Ollivier) публикует историческую повесть для детей «Колен Лантье» (фр. Colin Lantier), в которой описываются приключения юного парижанина, присоединившегося к восставшим крестьянам во время Жакерии. В 1961 году повесть переведена была на русский язык и имела успех у советских школьников.
- В цикле любовно-приключенческих романов французской писательницы Жюльетты Бенцони «Катрин» (1963—1978; всего 7 книг) основное действие происходит в Бургундии во времена Столетней войны, события которой эпизодически вплетаются в общую канву повествования.
- В Советском Союзе впервые к теме Столетней войны обратилась известная детская писательница Ольга Марковна Гурьян-Калабушкина (1899—1973), опубликовавшая в 1969 году историческую повесть «Свидетели», посвящённую трагической судьбе Жанны д’Арк.
- Живой интерес во Франции к теме Столетней войны пробудила вышедшая в 1994 году трилогия историка и писателя Жана-Франсуа Намьяса (Jean-Francois Nahmias) «Перстень со львом» (La Bague au Lion), «Перстень с волком» (La Bague au Loup) и «Цикламор» (Le Cyclamore) — из цикла «Дитя Всех Святых» (L’Enfant de la Toussaint). В центре сюжета этих заслуживших высокие оценки у критиков и читателей романов — жизнь и приключения французского рыцаря Франсуа де Вивре, родившегося в День Всех Святых накануне Столетней войны и прожившего сто лет.
- В авантюрно-приключенческом романе Айрис Дюбуа «Сломанный клинок», действие которого происходит в начале Столетней войны, описываются приключения юной Аэлис, дочери барона де Пекиньи, и её возлюбленного Робера, заслужившего своими подвигами золотые рыцарские шпоры.
- В новейшей англоязычной литературе обращает на себя внимание серия историко-приключенческих романов известного британского беллетриста Бернарда Корнуэлла «Поиски Грааля» («Арлекин», 2000, «Скиталец», 2002, «Еретик», 2003, «1356», 2012), повествующая о приключениях английского лучника Томаса Хуктона и поисках им реликвий — Святого Грааля и меча Святого Петра. К ней примыкает внесерийный роман Б. Корнуэлла «Азенкур» (2006).

#### В кино
- «Хроника короля Генриха V и его битвы с французами при Азенкуре» (англ. The Chronicle History of King Henry the Fift with His Battell Fought at Agincourt in France) — режиссёр Лоуренс Оливье (Великобритания, 1944)
- «Жанна д’Арк» (англ. Joan of Arc) — режиссёр Виктор Флеминг (США, 1948)
- «Чёрный щит Фолворта»[англ.] (англ. The Black Shield of Falworth) — режиссёр Рудольф Мате (США, 1954)
- «Святая Иоанна» (англ. Saint Joan) — режиссёр Отто Премингер (Великобритания, США, 1957)
- «Фальстаф» (фр. Falstaff) — режиссёр Орсон Уэллс (Франция, США, 1965)
- «Катрин»[фр.] (фр. Catherine, il suffit d'un amour) — режиссёр Бернар Бордери (Франция, 1969)
- «Катрин»[фр.] (фр. Catherine) — телесериал, режиссёр Марион Сарро[фр.] (Франция, 1986)
- «Страсти по Беатрис»[англ.] (англ. La passion Béatrice) — режиссёр Бертран Тавернье (Франция, Италия, 1987)
- «Генрих V» (англ. Henry V) — режиссёр Кеннет Брана (Великобритания, 1989)
- «Жанна-Дева»[англ.] (фр. Jeanne la Pucelle) — режиссёр Жак Риветт (Франция, 1994)
- «Жанна д’Арк» (англ. Joan of Arc) — режиссёр Кристиан Дюгей (Канада, Чехия, 1999)
- «Посланец Божий: История Жанны д’Арк» (англ. The Messenger: The Story of Joan of Arc) — режиссёр Люк Бессон (Франция, 1999)
- «Аназапта» (англ. Anazapta) — режиссёр Альберто Скьямма (Великобритания, 2002)
- «Чёрная смерть» (англ. Black Death) — режиссёр Кристофер Смит (Великобритания, ФРГ, 2010)
- «Пустая корона», телесериал, режиссёр Теа Шеррок[англ.] (Великобритания, 2012), в т.ч:
  - «Генрих V» (2012) — заключительная часть первого сезона.
- «Король» (англ. The King) — режиссёр Дэвид Мишо (Австралия, Великобритания, 2019)
- «Последняя дуэль» (англ. The Last Duel) — режиссёр Ридли Скотт (Великобритания, США, 2021)

#### В видеоиграх
- Joan of Arc: Siege and the Sword (1988, Amiga / Atari ST / PC) — игра, сочетающая в себе стратегию, симулятор, аркаду и приключения с целью спасти Францию XV века от английских захватчиков.
- Age of Empires II (1999, PS2 / Mac / PC) — кампания Жанны д’Арк и одиночная миссия «Битва при Азенкуре»
- Empire Earth (2001, PC) — Три миссии в английской кампании — «Столетняя война начинается», «Чёрный принц» и «Братство».
- Medieval: Total War (2002, PC) — игрок выступает в роли средневекового короля, расширяя свою империю с помощью сражений в реальном времени и стратегических и экономических решений, принимаемых в режиме пошаговой кампании.
- Wars and Warriors: Joan of Arc (2004, PC) — стратегический боевик, действие которого происходит во времена Столетней войны. Игрок берёт под свой контроль Жанну д’Арк и её союзников и проходит серию миссий.
- Medieval II: Total War (2006, PC / iOS / Android) — четвёртая стратегическая игра в серии Total War и вторая, действие которой происходит во времена Средневековья, ознаменовав возвращение рыцарей, замков и крестовых походов. Помимо этого в игре можно также отдельно сыграть «Битву при Азенкуре» на стороне Англии в рамках исторического сражения.
- Jeanne d’Arc (2006, PSP) — Жанна пытается помешать королю Генриху VI завоевать Францию в этом фантастическом переосмыслении Столетней войны.
- Bladestorm: The Hundred Years' War (2007, PS3 / Xbox 360) — экшен-стратегия, разворачивающаяся во время Столетней войны. Главный герой игры выступает в роли наёмного солдата, который волен сам выбирать фракцию перед каждым сражением.
- A Plague Tale: Innocence (2019, PC / PS4 / PS5 / Xbox One / Series X/S / Switch) — действие происходит на ранних этапах Столетней войны, когда сельская местность Франции опустошена Чёрной смертью.
- Age of Empires IV (2021, PC) — стратегия в реальном времени с кампанией, посвящённой Столетней войне.

### Исследования
- Басовская Н. И. Столетняя война 1337—1453 годов: Учебное пособие. — М.: Высшая школа, 1985. — 185 с. — (Библиотека историка). — 20 000 экз.
- Басовская Н. И. Столетняя война: леопард против лилии. — М.: ООО «АСТ», Астрель, 2003. — 428 с. — (Историческая библиотека). — 5000 экз. — ISBN 5-17-012657-3.
- Бёрн А. Битва при Креси. История Столетней войны с 1337 по 1360 год. — М.: ЗАО «Центрполиграф», 2004. — 336 с. — (Битвы, изменившие историю). — ISBN 5-9524-1116-9.
- Бёрн А. Битва при Азенкуре. История Столетней войны c 1369 по 1453 год. — М.: ЗАО «Центрполиграф», 2004. — 352 с. — (Битвы, изменившие историю). — ISBN 5-9524-1263-7.
- Калмыкова Е. В. Образы войны в исторических представлениях англичан позднего Средневековья. — М.: Квадрига, 2010. — 684 с. — (Исторические исследования). — 1000 экз. — ISBN 978-5-91791-012-3.
- Контамин Филипп. Война в средние века. — СПб.: Ювента, 2001. — 416 с. — (Историческая библиотека). — ISBN 5-87399-140-5.
- Корриган Гордон. Столетняя война. Великое и славное приключение. — М.: АСТ, Neoclassic, 2015. — 352 с. — (Страницы истории). — ISBN 978-5-17-082932-3.
- Майорова Е. И. Женские лики Столетней войны. — М.: Вече, 2013. — 304 с. — (History files). — ISBN 978-5-444-40532-1.
- Николле Д., МакБрайд А. Французская армия в Столетней войне. — М.: ООО «АСТ», Астрель, 2004. — 64 с.: ил с. — (Военно-историческая серия «Солдатъ»). — ISBN 5-17-022699-3.
- Перруа Э. Столетняя война / Пер. с франц. М. Ю. Некрасова. — СПб.: Евразия, 2002. — 480 с. — (Clio militaris). — 1500 экз. — ISBN 5-8071-0109-X.
- Устинов В. Г. Столетняя война и Война Роз. — М.: ООО «АСТ»; Астрель; Хранитель, 2008. — 640 с. — (Историческая библиотека). — ISBN 978-5-17-042765-9.
- Фавье Ж. Столетняя война / Пер. с франц. М. Ю. Некрасова. — СПб.: Евразия, 2009. — 656 с. — (Clio). — 1000 экз. — ISBN 978-5-91852-004-8.
- Фаулер К. Эпоха Плантагенетов и Валуа / Пер. с англ. С. А. Кириленко. — СПб.: Евразия, 2002. — 352 с. — (Clio). — 1500 экз. — ISBN 5-8071-0103-0.